# Заполярье (телерадиокомпания)
Госуда́рственная телерадиокомпа́ния «Заполя́рье» — территориальное отделение телерадиокомпании «Поморье». Образована в 1965 году (первая радиопередача вышла в эфир 1 апреля 1965) как Ненецкая окружная редакция радиовещания в структуре Госкомитета по телевидению и радиовещанию СССР. Первый главный редактор Борис Федорович Исаков (1965—1980). Радиостудия первоначально размещалась в здании окружного узла связи. Затем редакция окружного радио и радиостудия разместились в одном здании с окружной типографией и редакцией газеты «Няръяна вындер» (по адресу: улица Смидовича, 19), а в 1988 году полностью заняла его. В настоящее время ГТРК «Заполярье» занимает здание по адресу: улица Хатанзейского 3 в городе Нарьян-Маре.
В декабре 2000 года НГТРК «Заполярье» реорганизована в дочернюю компанию ВГТРК. В 2005 году ГТРК «Заполярье» преобразовано в территориальное отделение ГТРК «Поморье» в Нарьян-Маре.

## Радио
Структура вещания в 1970-х — 1980-х годах: ежедневно программа «Последние известия» продолжительностью 10 мин на русском языке с последующим переводом выпуска на ненецкий язык; еженедельно программы редакции общественно-политических передач и редакции народного хозяйства, которые формировались по системе радиожурналов — «В Советах округа», «На тундровых дорогах», «Юность Заполярья», «В учреждениях культуры», «Школа. Семья. Общественность», «Нефть и газ тундры — Родине», «Сельский час», «Личность, общество, закон», «Заполярные вечера», «Пионерский горн», «Глаз народный — глаз хозяйский», «Быт — забота общая» и др. Вещание для детей начато с 1970 года. Во 2-й половине 1980-х образованы 2 новые редакции: художественного и национального вещания. Один раз в неделю — оригинальные программы на ненецком и коми языках. Программу на коми языке «Чужан му вылын» («Родная земля») редактировала и вела известная в округе поэт, прозаик, журналист Лукерия Александровна Валей. Практиковалось ведение передач в прямом эфире.
В 1990-х годах выходили программы новостей, информационно-аналитические программы, концерты но заявкам. Зона охвата радиовещанием в диапазоне средних волн на частоте 711 кГц составляла 90 км. Для передачи радиопрограмм в западную часть округа использовались каналы телефонной связи. В восточной части округа окружное радио не вещало.
По состоянию на сентябрь 2020 года радиовещание велось в зоне Нарьян-Мара в УКВ-диапазоне (66,20 МГц) и в первом мультиплексе в населённых пунктах Ненецкого автономного округа.
С ноября 2020 года вещание идёт на частоте 101,6 FM в Нарьян-Маре и в первом мультиплексе цифрового ТВ в населённых пунктах НАО. По будням с 07:10 до 07:20, с 13:45 до 14:00 и с 17:45 до 18:00 выходит программа «Вести», а по субботам с 13:10 по 14:00 после «Вестей» транслируются тематические передачи, а также программа на ненецком языке.

## Телевидение
Телевидение было создано на базе окружного радиовещания, первый выпуск новостей вышел в эфир 2 октября 1993 года. Вещание велось на Нарьян-Мар и близлежащие населённые пункты. 29 ноября 1993 года была образована НГТРК «Заполярье».
До 3 июня 2019 года аналоговое телевещание велось в зоне Нарьян-Мара на 3-м канале, По Будням с 09:00 до 09:30, с 14:30 до 14:55 и с 21:05 до 21:20, По Субботам с 08:00 до 08:15 и с 08:20 до 08:35, по воскресеньем с 08:00 до 08:35 С 7 февраля 2018 началось цифровое вещание в пакете Первого мультиплекса на территорию Ненецкого автономного округа. В эфир выходят передачи «Вести Заполярье» и «Вести Заполярье. События недели».
Вещание в Нарьян-Маре ведётся также в сетях IPTV НКЭС и Ростелеком.

## Конфликт в декабре 2000 года
Накануне выборов Главы администрации НАО, которые состоялись 14 января 2001 года, министр печати Михаил Лесин уволил генерального директора телерадиокомпании Зою Агапову, поддерживавшую кандидатуру Владимира Бутова, и назначил новым руководителем НГТРК Евгения Киселёва, связанного с нефтяной компанией «Лукойл». Конфликт удалось разрешить только после приезда в Нарьян-Мар заместителя министра печати Михаила Сеславинского. Евгений Киселёв возглавлял ТРК до марта 2003 года, доведя компанию до «плачевного состояния».

## Партнерство
- ТНТ (в 2000—2003 годах)[13]
- Россия-1 и ГТРК «Поморье»
- Радио России и ГТРК «Поморье»

## Персоналии
- Валей, Лукерья Александровна